# Lukas-Krankenhaus Bünde
Das Lukas-Krankenhaus Bünde im ostwestfälischen Bünde ist eine diakonische Einrichtung unter der Trägerschaft der Kreiskliniken Herford-Bünde AöR. Es besteht seit 1890 und hieß bis 1990 Evangelisches Krankenhaus Bünde. Es versorgt mit rund 700 Mitarbeitern und 281 Betten etwa 12.000 stationäre und 20.000 ambulante Patienten im Jahr. Zum Haus gehört seit 1940 eine Krankenpflegeschule.
Am 1. Januar 2023 fusionierten das Lukas-Krankenhaus und das Klinikum Herford zu den Kreiskliniken Herford-Bünde AöR, nachdem bereits zuvor eine enge Zusammenarbeit bestand und der Vorstandssprecher des Herforder Klinikums Peter Hutmacher seit Oktober 2020 auch Geschäftsführer des Lukas-Krankenhauses war. Da das Evangelische Krankenhaus Enger seit 1993 eine Tochter des Lukas-Krankenhauses ist, sind die Kreiskliniken an drei Standorten vertreten.

## Allgemeines

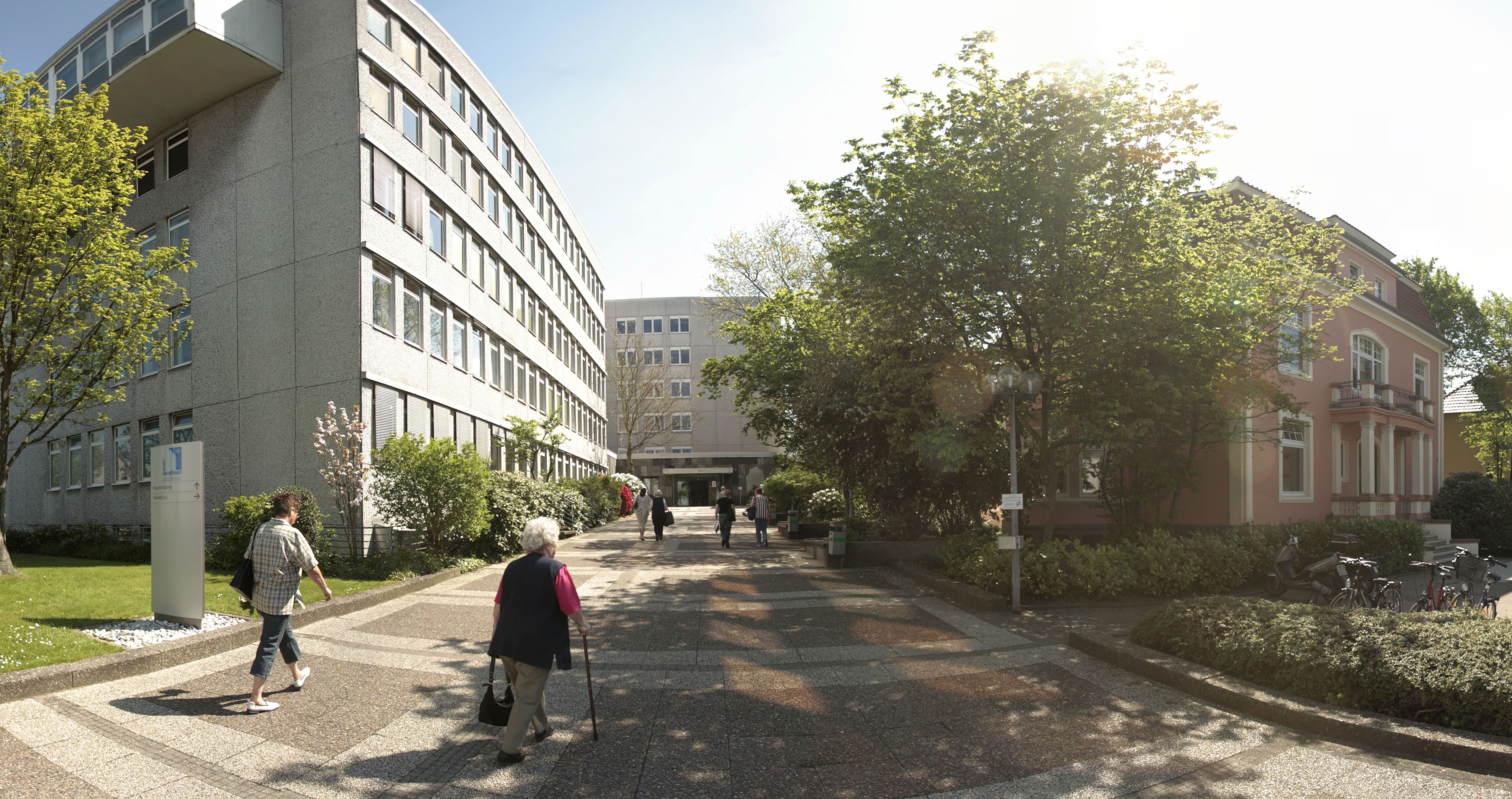
Haupteingang des Lukas-Krankenhauses

Das Lukas-Krankenhaus stellt in Kooperation mit dem Herz- und Diabeteszentrum Nordrhein-Westfalen in Bad Oeynhausen jedes Jahr 25 Auszubildende im Bereich Pflege ein. Es bietet Studenten im Praktischen Jahr die Ausbildung in den Fächern Innere Medizin, Chirurgie (Allgemein- und Unfallchirurgie), Anästhesiologie und Intensivmedizin, Radiologie und Gynäkologie an.
Der vom Lukas-Krankenhaus 2005 eingerichtete Therapiegarten „Go Park“ soll gehbehinderten Patienten helfen, wieder ein sicheres Auftreten im Alltag zu erlernen. Der Garten umfasst eine Fläche von 1.200 m² mit verschiedenen Untergründen wie Rasen, Rindenmulch oder Pflastersteinen. In der Mitte des Geländes steht ein Übungs-Auto, an dem das Ein- und Aussteigen trainiert werden kann.
Seit 1996 ist das Lukas-Krankenhaus auch Träger der Hospizgruppe am Lukas-Krankenhaus Bünde.

## Geschichte

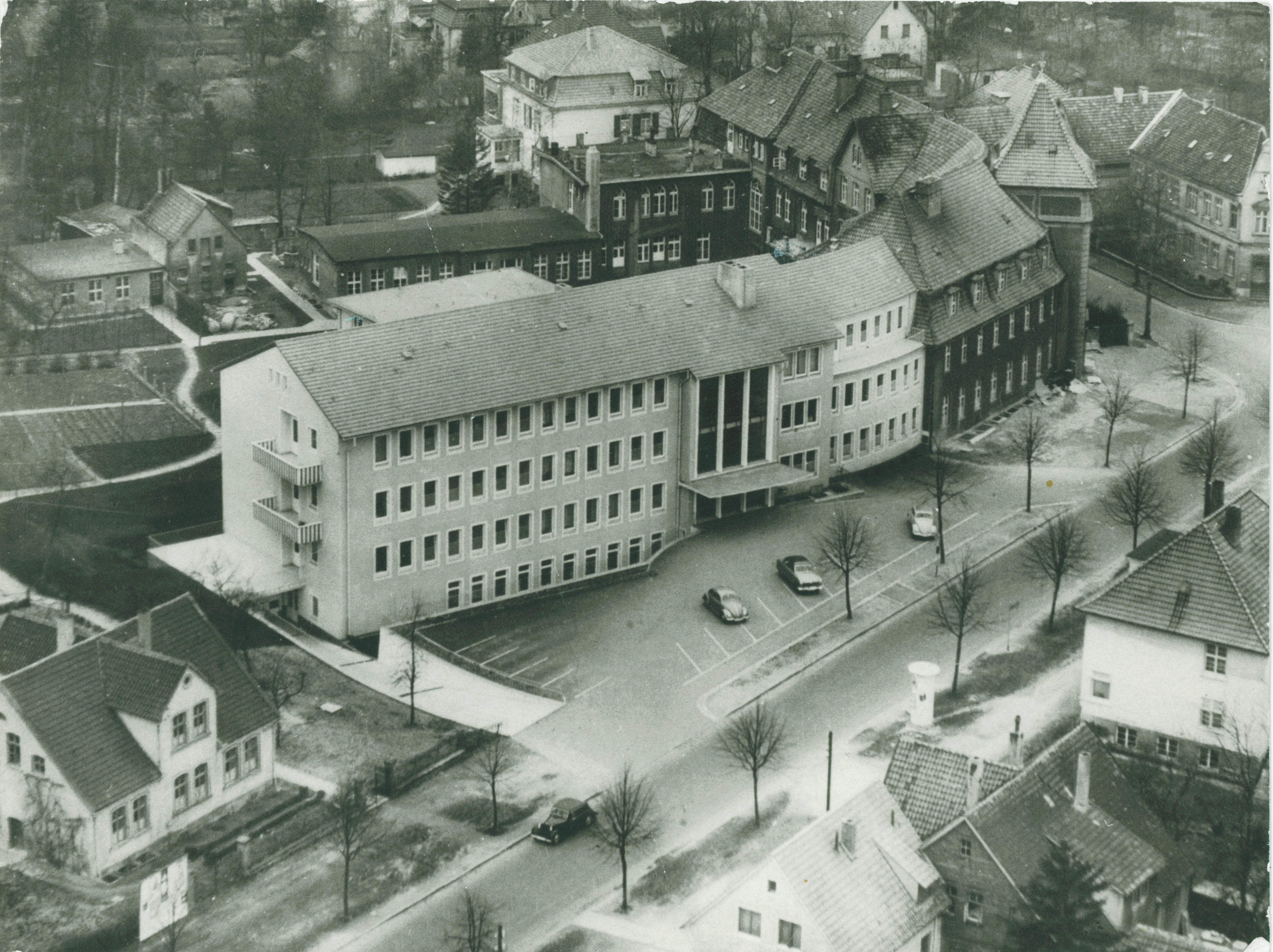
Evangelisches Krankenhaus Bünde

1874 war erstmals davon die Rede, in Bünde ein Kranken- und Siechenhaus zu errichten. Die Planungen begannen 1886, es kamen 20.000 Mark Spenden zusammen, die für den Bau des Krankenhauses ausreichten. Der Grundstein wurde am 7. Juni 1889 gelegt, am 21. Oktober 1890 wurde das Krankenhaus eingeweiht. Am selben Tag wurde der erste Patient, ein Tippelbruder aus Dänemark, aufgenommen. Zu dieser Zeit befand sich das Krankenhaus mit neun Betten an der Hindenburgstraße und beschäftigte einen ehrenamtlichen Arzt, eine Krankenschwester und ein Hausmädchen.
11 Jahre später, 1901, wurde das Krankenhausgebäude bereits erneuert und auf 67 Betten vergrößert. Bis 1936 wurde es noch drei Mal erweitert auf dann 137 Betten. Am 1. April 1940 wurde die Krankenpflegeschule mit 40 Plätzen eröffnet. 1942 erwarb das Krankenhaus die ehemalige Villa Bastert in der Hindenburgstraße 52, die bis April 1954 als Arztwohnung und anschließend als Schwesternwohnheim genutzt wurde.
1957 wurde das Krankenhaus durch einen dreigeschossigen Bettentrakt abermals erweitert auf nun 245 Betten, im Jahr darauf entstand neben der Villa Bastert ein Personalwohnhaus. Ein neues Schwesternwohnheim in der Brunnenallee 38 bot ab 1964 Platz für 96 Schwestern und die Krankenpflegeschule.
1966–68 wurde das alte Krankenhaus abgerissen und anschließend mit einer Kapazität von 350 Betten neu errichtet. 1969 konnte der Bettentrakt in Betrieb genommen werden, zugleich wurden zehn neue Schulplätze an der Krankenpflegeschule geschaffen. 1973 folgte der zweite Bauabschnitt, das Krankenhaus bot nun Platz für 384 Patienten.
Im Jahr seines 100-jährigen Bestehens 1990 erhielt das Evangelische Krankenhaus Bünde seinen neuen Namen Lukas-Krankenhaus Bünde.
Bis 2017 war Träger des Lukas-Krankenhauses der Verein Evangelisches Krankenhaus Bünde, dem von Kaiser Wilhelm II am 4. Dezember 1899 durch landesherrliche Verordnung die Rechte einer juristischen Person verliehen wurden. Er wurde am 4. Dezember 2017 durch formwechselende Umwandlung in die Lukas-Krankenhaus Bünde gGmbH überführt.

## Kliniken und Einrichtungen
Hauptabteilungen:
- Medizinische Klinik I (Allgemeine Innere Medizin, Gastroenterologie, Hepatologie, Endoskopie- und Ultraschalldiagnostik, Hämatologie und internistische Onkologie, Infektiologie, Palliativmedizin)
- Medizinische Klinik II (Allgemeine Innere Medizin, Kardiologie, Pneumologie und internistische Intensivmedizin)
- Klinik Für Allgemein-, Visceral- und Minimal-invasive Chirurgie
- Klinik für Unfall- und Orthopädische Chirurgie, Hand- und Wiederherstellungschirurgie
- Klinik für Anästhesiologie und Intensivmedizin
- Institut für Radiologie
- Institut für Neurologie

Belegabteilungen:
- Hals-Nasen-Ohren-Heilkunde
- Augenheilkunde